# Separazione spin-carica
Nella fisica della materia condensata, la separazione spin–carica è un insolito comportamento degli elettroni in alcuni materiali nei quali "si separano" in due particelle indipendenti, lo spinone e il caricone (o la sua antiparticella, l'olone). L'elettrone può sempre essere teoricamente considerato come uno stato legato dei due, con lo spinone che porta lo spin dell'elettrone e il caricone che porta la carica, ma in certe condizioni essi possono diventare deconfinati e agire come particelle indipendenti.
La separazione spin–carica è una delle più insolite manifestazioni del concetto di quasiparticella. Questa proprietà è controintuitiva, dato che né lo spinone, con carica zero e spin pari a un mezzo, o il caricone, con carica di meno uno e spin uguale a zero, possono essere costruiti come combinazioni di elettroni, lacune, fononi e fotoni che sono i costituenti del sistema. È un esempio di frazionalizzazione, il fenomeno nel quale i numeri quantici delle quasiparticelle non sono multipli di quelli delle particelle elementari, ma frazioni.
Poiché gli elettroni originari nel sistema sono i fermioni, uno tra spinone e caricone deve essere un fermione, e l'altro deve essere un bosone. Uno è teoricamente libero di fare assegnamento in entrambi i modi, e nessuna quantità osservabile può dipendere da questa alternativa. Il formalismo con il caricone bosonico e spinioni fermionici è di solito riferito come formalismo del "fermione-schiavo", mentre il formalismo con cariconi fermionici e spinoni bosonici è chiamato formalismo del "bosone di Schwinger". Entrambi gli approcci sono stati utilizzati per i sistemi fortemente correlati, ma non è stato dimostrato di essere del tutto efficace. Una difficoltà della separazione spin-carica è che mentre lo spinone e il caricone non sono quantità gauge-invarianti, cioè oggetti non fisici, non ci sono sonde fisiche dirette per osservarli. Quindi il più delle volte non si devono usare tecniche macroscopiche o dinamiche termiche per vedere i loro effetti. Ciò implica che il formalismo che abbiamo scelto è irrilevante per la fisica reale, quindi in linea di principio entrambi gli approcci dovrebbero darci la stessa risposta. Il motivo per cui otteniamo risposte radicalmente diverse da questi due formalismi è probabilmente dovuto alla soluzione sbagliata del campo medio che scegliamo, il che significa che abbiamo a che fare con la separazione spin-carica in modo sbagliato.
Le stesse idee teoriche sono state applicate alla struttura degli atomi ultrafreddi. Nel gas di Bose a due-componenti in (un sistema) 1D, le forti interazioni possono produrre una forma massima di separazione spin-carica.

## Osservazione
Usando un metodo per prima proposto dal fisico Duncan Haldane nel 1981, gli esperti dell'Università di Cambridge e Birmingham dimostrarono sperimentalmente nel 2009 che una massa di elettroni confinati insieme artificialmente in un piccolo spazio si separeranno in spinoni e oloni a causa dell'intensità della loro mutua repulsione (dato che hanno la stessa carica). Una squadra di ricercatori che lavora all'Advanced Light Source (ALS) del Lawrence Berkeley National Laboratory del dipartimento per l'energia statunitense hanno anche osservato, nello stesso arco di tempo, strutture spettrali di picco riguardanti la separazione spin-carica.